# Suurisaari (ö i Finland, Norra Karelen, Pielisen Karjala, lat 63,48, long 28,98)
Suurisaari är en ö i Finland. Den ligger i sjön Viemenenjärvi och i kommunen Nurmes i den ekonomiska regionen  Pielinen-Karelen  och landskapet Norra Karelen, i den centrala delen av landet, 400 km nordost om huvudstaden Helsingfors. Öns area är 1,8 hektar och dess största längd är 270 meter i sydöst-nordvästlig riktning.